# Hypericum salsolifolium
Hypericum salsolifolium är en johannesörtsväxtart som beskrevs av Hand.-mazz.. Hypericum salsolifolium ingår i släktet johannesörter, och familjen johannesörtsväxter. Inga underarter finns listade i Catalogue of Life.